# Анатомія комах
Анато́мія кома́х — внутрішня будова тіла комах, а також розділ ентомології, що цю будову вивчає. Включає опис м'язів та внутрішніх органів і систем: травної, дихальної, видільної, кровоносної, нервової, статевої, залоз внутрішньої секреції, а також спеціалізованих тканин. Всі внутрішні органи захищені від зовнішніх впливів, оскільки оточені зовнішнім скелетом.

Внутрішня будова комах: A — голова, B — груди, C — черевце
1– антена,
2-3– о́чки,
4– складне око,
5– мозок,
6– передньогруди,
7– спинна артерія,
8– трахеї,
9– середньогруди,
10– задньогруди,
11– переднє крило,
12– заднє крило,
13– середняя кишка (шлунок),
14– серце,
15– яєчник,
16– задня кишка,
17– анальний отвір,
18– піхва,
19– черевний ганглій,
20– мальпігієві судини,
21– подушечка,
22– кігтики,
23– лапка,
24– гомілка,
25– стегно,
26– вертлюг,
27– передня кишка (стравохід, шлунок),
28– грудний ганглій,
29– тазик,
30– слинна залоза,
31– підглотковий ганглій,
32– ротовий апарат

| 1– антена, 2-3– о́чки, 4– складне око, 5– мозок, 6– передньогруди, 7– спинна артерія, 8– трахеї, 9– середньогруди, 10– задньогруди, 11– переднє крило, 12– заднє крило, | 13– середняя кишка (шлунок), 14– серце, 15– яєчник, 16– задня кишка, 17– анальний отвір, 18– піхва, 19– черевний ганглій, 20– мальпігієві судини, 21– подушечка, 22– кігтики, | 23– лапка, 24– гомілка, 25– стегно, 26– вертлюг, 27– передня кишка (стравохід, шлунок), 28– грудний ганглій, 29– тазик, 30– слинна залоза, 31– підглотковий ганглій, 32– ротовий апарат |

## Травна система
Травна система — це кишечний канал та пов'язані з ним залози. Кишечний канал у спрощеному вигляді є трубкою із двома отворами. Передній отвір розташований на голові і відкривається у ротову порожнину, обмежену ротовими органами. Задній отвір (анальний, анус) знаходиться на останньому членику тіла. Кишечний канал складається з трьох відділів — передньої, середньої та задньої кишок. Передня й задня кишка утворюються внаслідок впинання ектодерми зародку, середня розвивається з його мезодерми. Всередині каналу звичайно є три клапани: між передньою і середньою, між середньою і задньою кишкою, а також у задній кишці. Ймовірно, вони забезпечують однобічний рух харчової маси.
Передня й задня кишка вистелені хітином. Передня починається мускулистою глоткою із жорсткими щетинками, спрямованими дозаду. Далі йде вузька трубка — стравохід. Він переходить у розширення — воло. У комах з об'ємною криловою мускулатурою воло знаходиться у черевці, тому стравохід тонкий і довгий. Із вола їжа потрапляє у звужену частину — м'язовий шлунок. Всередині він має численні зморшки, щетинки та зубці — апарат для подрібнення їжі.

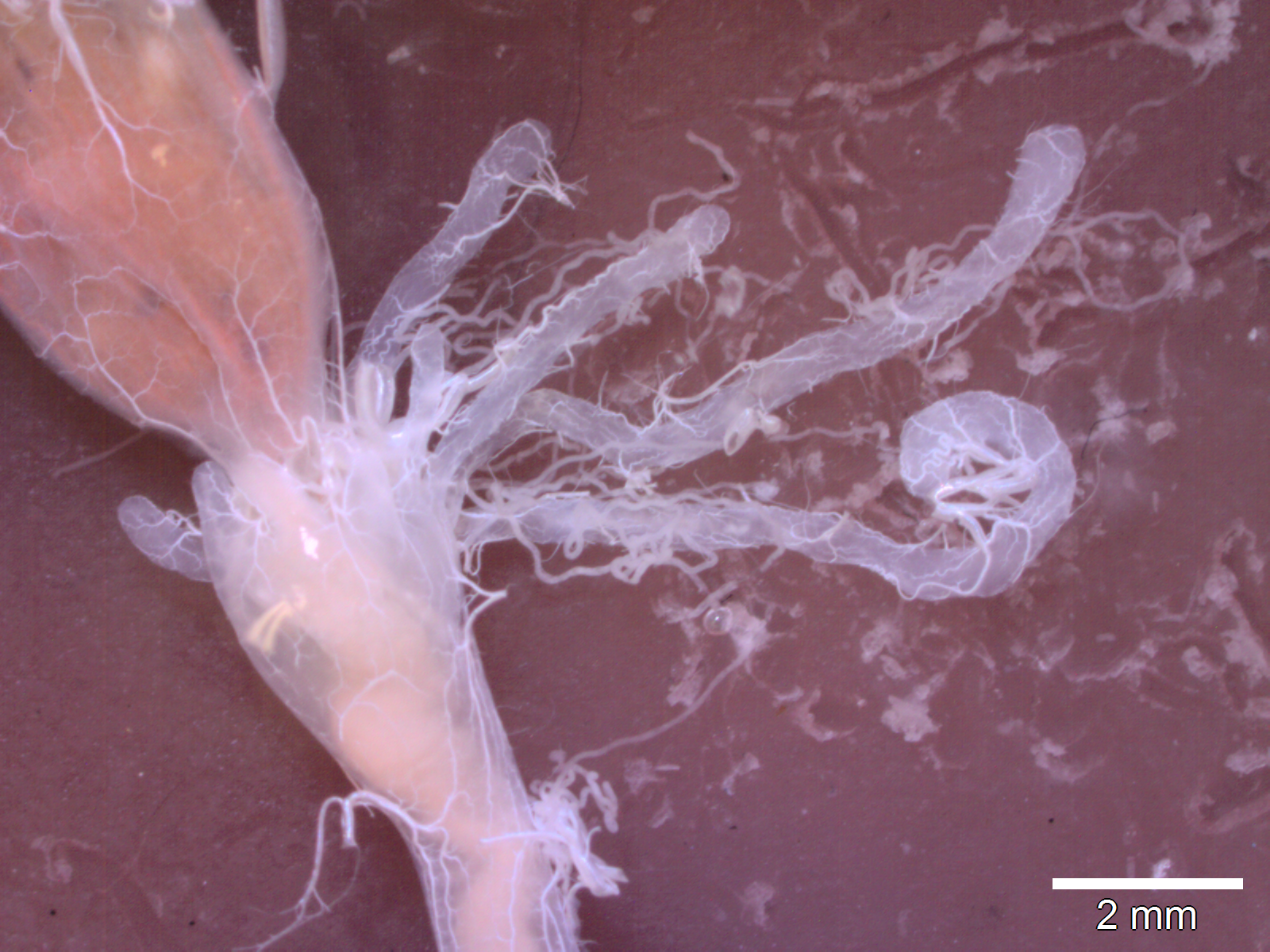
Середня кишка таргана Nauphoeta cinerea. У центрі — сліпі вирости кишки. Сама вона разом із волом, що лежить вище, заповнені частково перетравленою їжею — морквою. Тонкі білі нитки — трахеї, органи дихання

Середню кишку інколи також називають шлунком, хоча це, звичайно, просто відрізок трубки. Внутрішня поверхня її зморшкувата. Середня кишка часто утворює декілька сліпих пальцеподібних виростів і така довга, що укладена у декілька петель. У виростах живуть симбіотичні мікроорганізми. У попелиць, цикад та інших рівнокрилих на початку середньої кишки розташована фільтраційна камера. Вона відділяє більшу частину води із їжі і спрямовуює її відразу до задньої кишки в обхід середньої.
У задньої кишки передня частина тонка, а задня (пряма кишка) розширена і відкривається анальним отвором. У личинок перетинчастокрилих з'єднання між середньою та задньою кишкою утворюються лише перед заляльковуванням.
Попід середньою кишкою розташовано до восьми пар слинних залоз. Їх протоки спрямовані уперед, з'єднуються у головній капсулі і відкриваються у ротовій порожнині (звичайно, на підглоточнику або у хоботку). У метеликів протоки цих залоз можуть простягатися від черевця до голови. У залозах утворюється слина, що змочує та починає перетравлювати тверду їжу, відлякує ворогів. У личинок метеликів, перетинчастокрилих, сітчастокрилих, деяких жуків ці залози виробляють матеріал для плетіння павутинистого волокна. Слина кровосисних комах містить речовину, що розріджує кров їх жертв і протидіє її зсіданню.

## Дихальна система
Газообмін із зовнішнім повітрям комахи здійснюють завдяки системі трахей. Це внутрішні хітинові трубочки, що галузяться у тілі, і найтонкіші з них (трахеоли) доходять до груп або окремих клітин. Такою будовою вони нагадують кровоносну систему хребетних тварин і людини. Крім комах, дихальну трахейну систему мають багатоніжки, оніхофори, павукоподібні і, можливо, наземні ракоподібні (мокриці). На думку М. С. Гілярова трахеї виникли в ході еволюції, коли водні тварини переходили до життя на суходолі. Трахеї стали головною адаптацією до життя у ґрунті, а потім і на його поверхні. Крім газообмінної функції, трахейна система зменшує вагу тіла, що важливо для водяних комах.

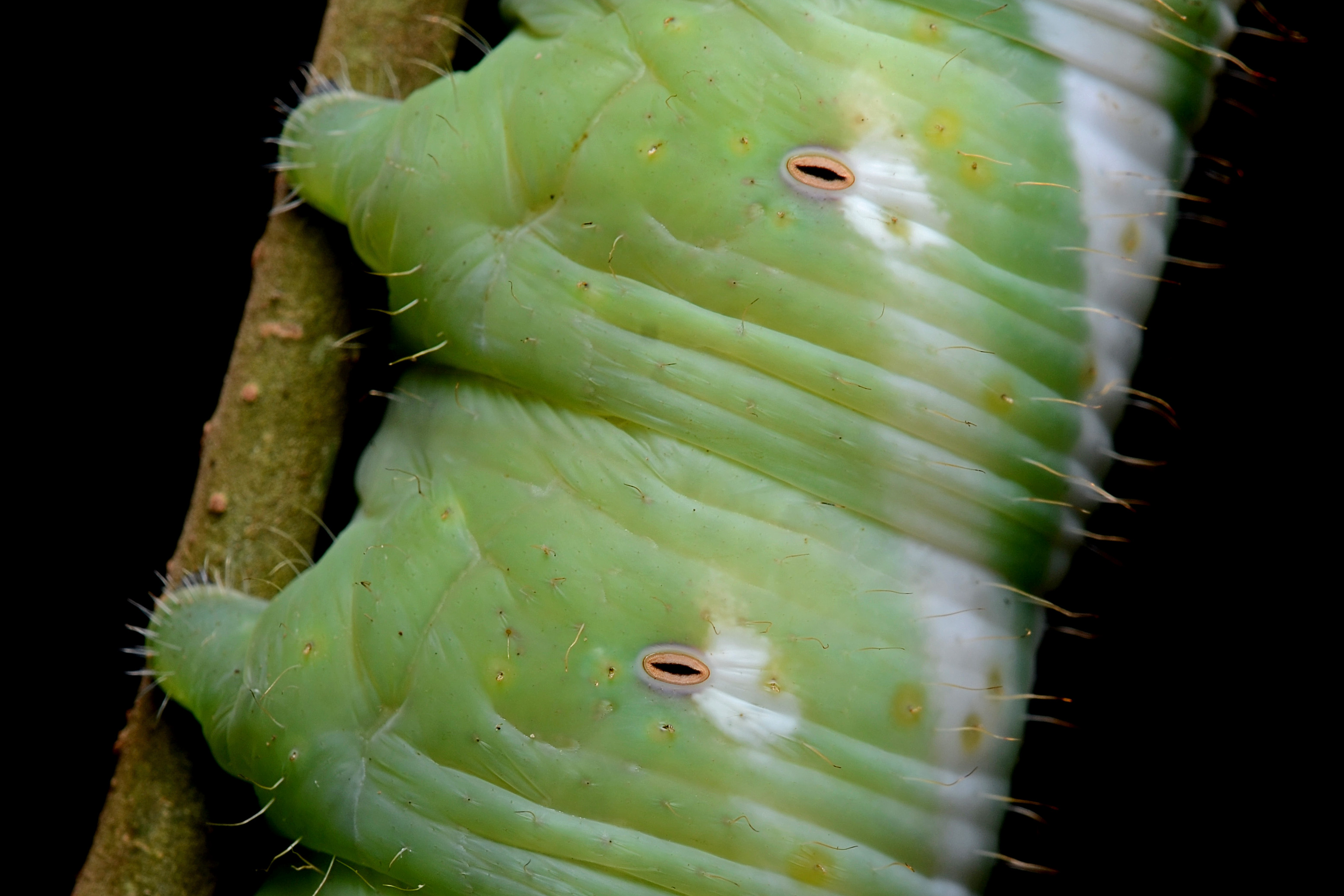
Дихальця гусениці бражника

Із зовнішнім середовищем трахейна система пов'язана отворами — дихальцями. Вони розташовані вздовж обох боків тіла, по два на кожному сегменті. На голові і, звичайно, передньогрудях їх немає. Дихальця споряджені мускулатурою, яка відкриває і закриває їх, а також розгалуженими волосками — фільтрувальним апаратом. Найчастіше дихалець 10 пар, хоча у багатьох комах (звичайно, у личинок та лялечок) їх може бути лише одна-дві пари.
Звичайно кожне дихальце зв'язане з одним з двох товстих поздовжніх трахей-стовбурів. У кожному членику від них відходять три бічні гілки: спинна і дві черевні. Спинна забезпечує газообмін із спинною кровоносною судиною і м'язами. Одна черевна гілка пов'язана із травною і статевою системами, інша — їз черевною мускулатурою і черевним нервовим ланцюжком. Із кожним розгалуженням діаметр трахей меншає. Кінцеві трахеоли мають діаметр не більше 1 мкм. Їх гілочки оплітають клітини. Розташування трахей може змінюватись протягом життя. Наприклад, у самок малярійних комарів трахеоли густо обплітають яєчники, але у міру дозрівання яєць розплітаються і лишаються такими і після відкладання яєць.
Ефективність газообміну підвищують повітряні мішки — роздуті ділянки трахей. У комах, що добре літають, вони можуть займати більшу частину порожнини тіла. Стінки трахей еластичні, але щоби не перекривати шлях газам при згинанні кінцівок, тулуба, ці стінки споряджені поздовжнім спіральним потовщенням.

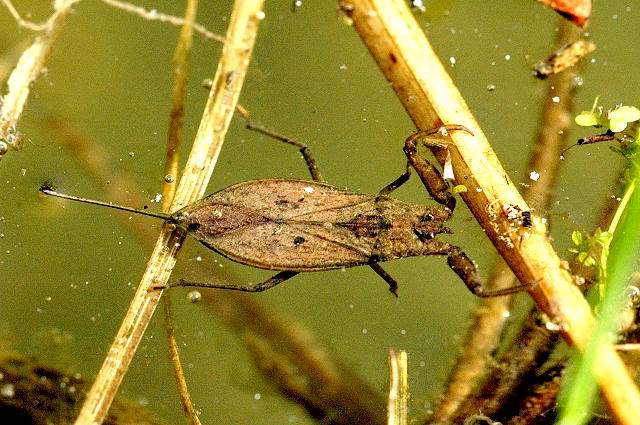
Звичайний в Україні клоп водяний скорпіон Nepa cinerea має на задньому кінці тіла хітинову трубочку, яку він час від часу виставляє з води, щоби набрати запас атмосферного повітря

Численні паразитичні личинки їздців та мух не мають трахей, газообмін відбувається крізь стінки тіла. Інколи трахейна система позбавлена дихалець. В таких випадках трахеї проходять попід тонкими покривами тіла, і дифузія газів відбувається крізь стінки тіла і трахей. Подібну закриту дихальну систему мають водні личинки і німфи бабок, веснянок, одноденок, мошок. Їх трахеї утворюють густу сітку у спеціальних органах — трахейних зябрах. Вони схожі на пелюстки і знаходяться зовні на черевці або у прямій кишкці. Предки комах жили у воді і мали справжні зябра, які втратили із виходом на суходол. Отже вторинне повернення до водного способу життя не призвело до утворення повноцінних зябер. Це проява закону необоротності еволюції.
Власне, частиною дихальної системи водяних комах часом стають зовнішні структури: волоски, що не змочуються водою і при пірнанні затримують пухірці повітря (жуки-водолюби, водяні напівтвердокрилі), довга трубочка на вершині черевця (клоп водяний скорпіон, деяких личинки мух-дзюрчалок, комарів).

## Кровоносна система
Комахи подібно до інших членистоногих мають незамкнену кровоносну систему, тобто на певному етапі кров виливається з системи у порожнину тіла. Але на відміну від багатьох з них, у комах ця система дуже спрощена: адже вона майже позбавлена функції транспортування газів (її виконує дихальна система). Загалом, до складу кровоносної системи відноситься сама кров, серце і єдина судина, а також спеціальні органи, що додають крові імпульсів руху.

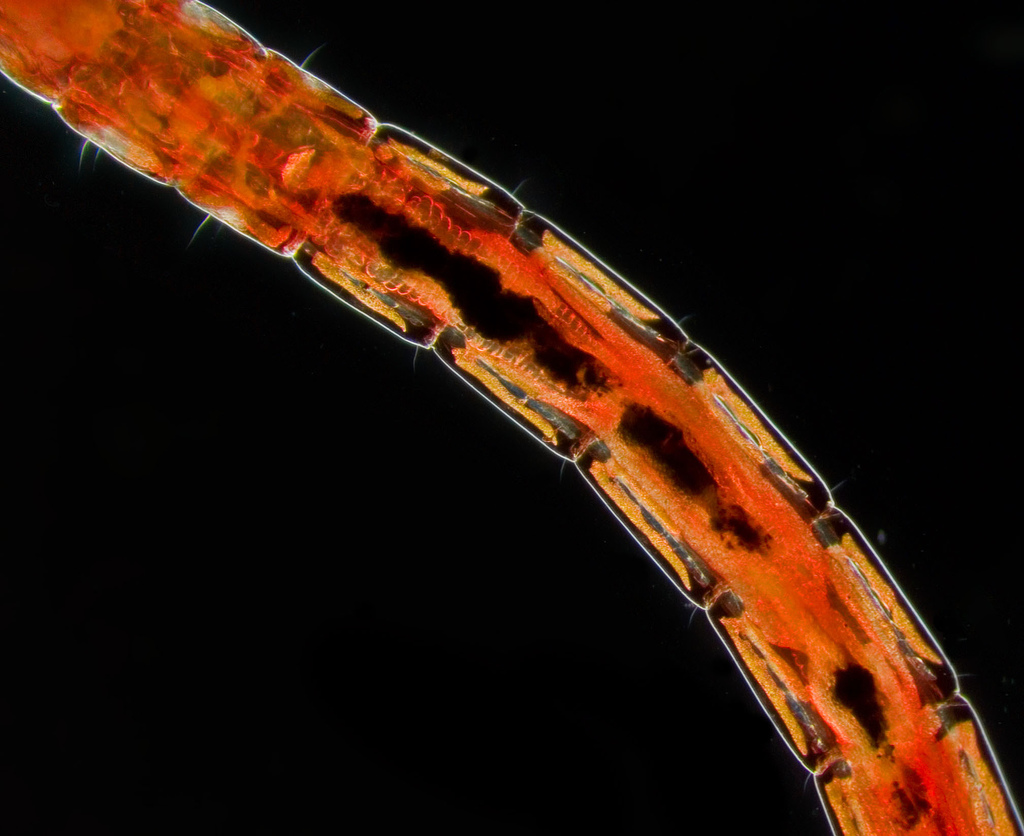
У личинок комарів-хірономід (у побуті їх називають «мотилем») гемолімфа яскраво-червоного кольору і просвічується крізь тонкі напівпрозорі покриви. Забарвлення надає пігмент гемоглобін

Кров комах переносить поживні речовини, кінцеві продукти обміну і гормони. Розчинений у гемолімфі кисень потрапляє до клітин, до яких не доходять трахеоли. Вона містить речовини, що забезпечують імунітет. Таким чином, вона має властивості крові й лімфи хребетних тварин, і тому носить назву гемолімфа. До того ж, у комах з м'якими покривами (гусениці) гемолімфа бере участь у підтримці форми тіла. Тиск гемолімфи допомагає розправити хоботок або крила після виходу імаго з лялечки. Деякі комахи (сонечка, жуки-наривники, коники, личинки пильщиків) здатні виливати названі краплі гемолімфи. Це має на меті відлякування ворогів. Гемолімфа комах може бути безбарвна, червона (личинки комарів-хірономід), оранжева, жовта, зелена. Її частка від загальної маси тіла коливається від 5—6 % (таргани) до 30 % (медоносна бджола) і навіть 40 % (гусениці).
У спинній частині тіла розташоване серце — трубка, що простяглася від заднього кінця тіло до його грудей або голови. Стінки серця мускулисті, а саме воно розділене на 9 камер, які відокремлені одна від іншої звуженнями. У кожній камері з обох боків є по одному отвору (остії) з клапанами. Задній кінець серця сліпо замкнений, а передній переходить у судину — аорту, передній кінець якої відкривається у голові. Внаслідок скорочення стінок серця клапани закриваються і гемолімфа виштовхується у аорту, а звідти — у головну капсулу і розтікається по порожнинах між органами й тканинами. Крізь остії гемолімфа повертається у порожнину серця. Скороченню серця сприяють схожі на віяла пучки м'язів по обидва боки від серця. Вони натягнуті між ним і боками тергітів і утворюють суцільну спинну діафрагму.
Циркуляції гемолімфи сприяють м'язи при рухах тіла. Кровообіг підтримують спеціальні органи — капсули з гнучкою мембраною усередині. Вони надають гемолімфі додаткового прискорення, щоби вона потрапила у достатній кількості всередину антен, ніг і крил. Зокрема, такий орган мають метелики бражники на спинному боці грудей. У них гемолімфа потрапляє до капсули по особливій тонкій судині від аорти, а коливання мембрани штовхає рідину всередину крил. У прямокрилих, перетинчастокрилих, метеликів попід серцем, над черевним нервовим ланцюжком щільно розташовані пучки м'язів, утворюючи черевну діафрагму. Її скорочення і розслаблення забепечуює надходження гемолімфи вбоки від серця і до задньої частини тіла.
У комах різних груп розташування і довжина серця й аорти, кількість остій мають істотні відміни. Приміром, у личинок комарів — довгоногів аорта теж здатна до пульсацій. У личинок веснянок від заднього кінця серця відходить три судини, що несуть гемолімфу до трьох хвостових ниток. Серце у вошей і личинок бабок має лише одну камеру.

## Видільна система

Пучок мальпігієвих судин таргана (показані стрілкою), приєднаний до початку задньої кишки. Білі розгалуження у верхній частині фото — трахеї і трахеоли. У кишечнику видно напівперетравлену їжу — моркву

У комах органами виділення є мальпігієві судини. Вони є тонкими звивистими трубочками, один кінець яких сліпо замкнений, а інший відкритий у порожнину задньої кишки на її межі з середньою. Інколи вільний кінець трубочок приростає до кишечника або ж утворюють навколо нього складне сплетіння. Мальпігієві судини оточені рухливою гемолімфою. З неї крізь тонку стінку трубочок просочується вода і розчиненими у ній неорганічними продуктами обміну речовин. Цей розчин рухається спочатку вздовж трубочки, потім потрапляє до задньої кишки і змішується із неперетравленими рештками їжі. Під час цього руху вода усмоктується крізь стінки і потрапляє знову до гемолімфи. Розчин «відходів» концентрується і зрештою перетворюється на кристали солей (головним чином — сечової кислоти). Вони виводяться з організму у складі екскрементів. Ефективність процесу забезпечує величезна загальна поверхня трубочок.
Кількість мальпігієвих судин у комах різних таксонів звичайно парна і може бути різною. Зокрема, червеці мають їх лише пару, а бджолині — до 150. У попелиць мальпігієвих судин немає зовсім.

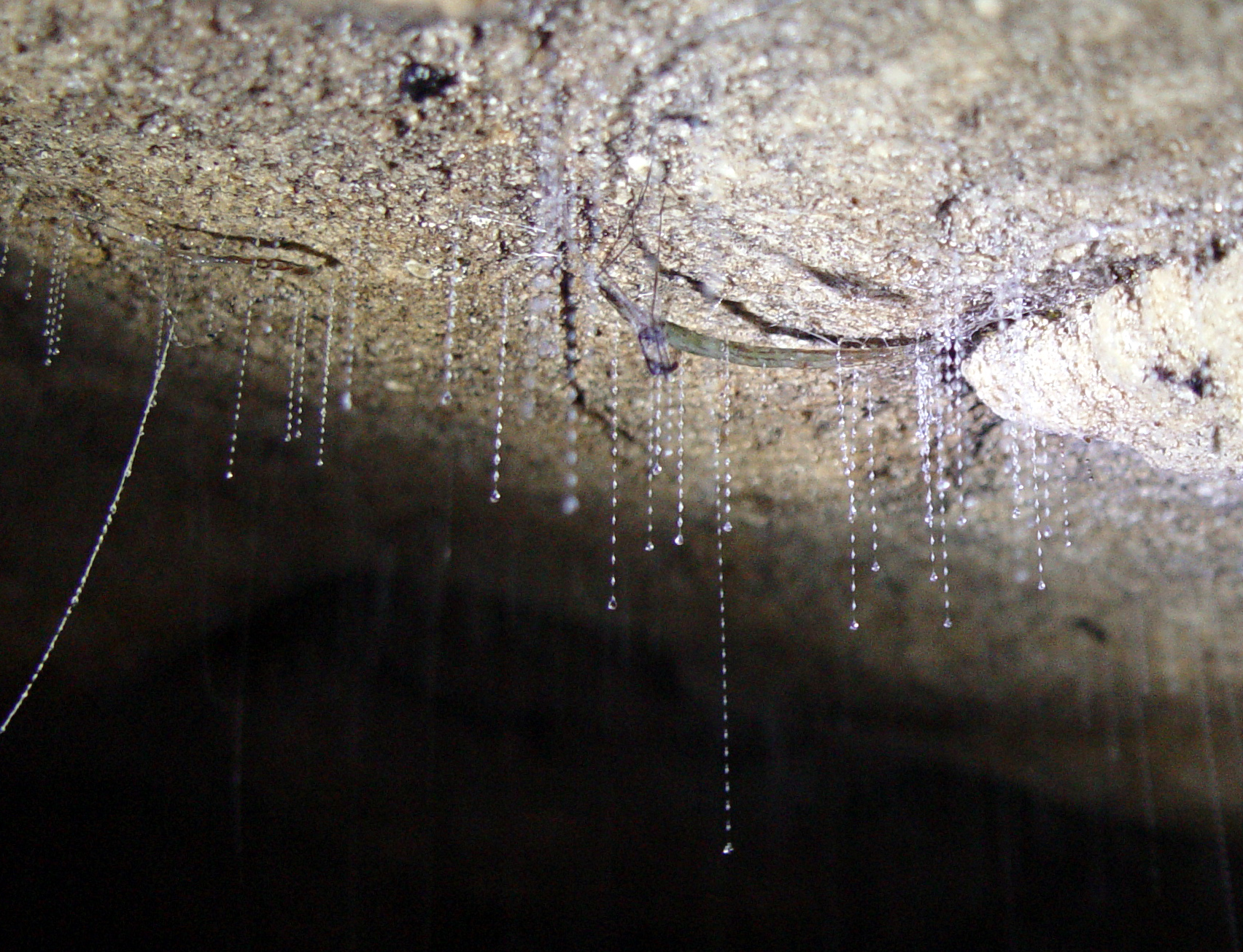
У личинок печерного новозеландського комарика Arachnocampa luminosa (Diptera: Mycetophilidae) мальпігієві трубки випромінюють синьо-зелене світло. Воно видно крізь кінчик черевця. Світло підманює здобич — дрібних безхребетних — до липких павутинних ниток личинок

Крім мальпігієвих судин, екскрецію у комах здійснює особлива тканина — жирове тіло (див. нижче), а у щетинкохвостих — парні залози, що відкриваються на нижній губі. Мільпігієві судини у личинок мурашиних левів перед заляльковуванням починають виробляти речовину, з якої личинка будує шовковистий кокон.
Мальпігієві судини вперше описані італійським дослідником Марчело Мальпігі і згодом названі на його честь. Їх видільну функцію відкрив О. О. Ковалевський (1889).

## Нервова система
Головна функція нервової системи — забезпечення реакцій організму на фактори зовнішнього та внутрішнього середовища. Вона складається з двох відділів — центральної і периферичної нервової системи.

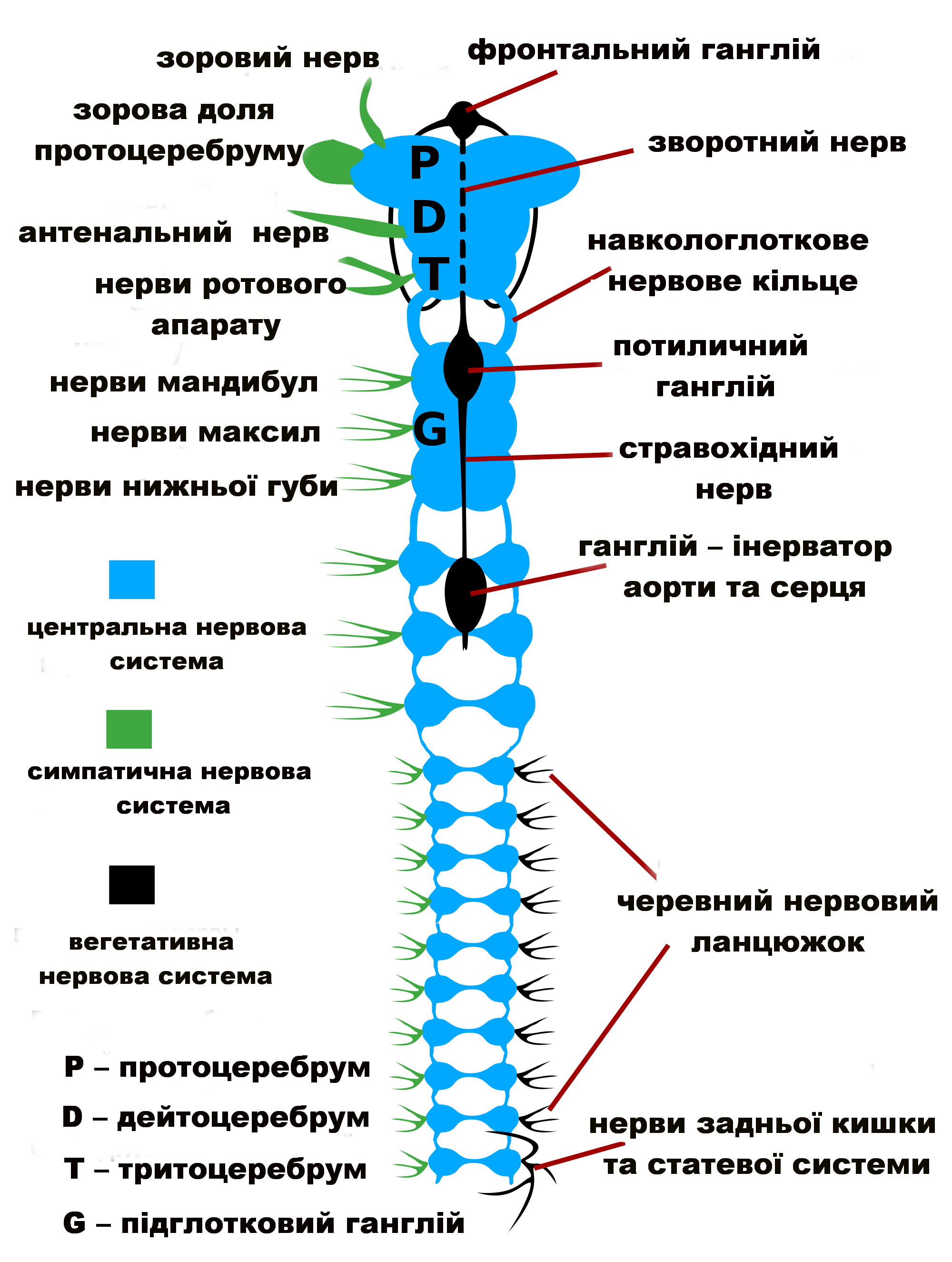
Схема нервової системи комах

Центральна нервова система включає головний мозок (надглотковий ганглій), підглотковий ганглій та черевний нервовий ланцюжок. Головний мозок розміщується понад стравоходом і має у своєму складі три відділи, будова яких свідчить про те, що це три пари передніх вузлів, які в ході еволюції злилися. Передній з них (протоцеребрум) керує роботою складних очей та простих о́чок; середній (дейтоцеребрум) пов'язаний із антенами; функція заднього (тритоцеребрума) — взаємодія із верхньою губою та симпатичною нервовою системою. Вважають, що два передні відділи утворилися з надглоткового ганглію кільчасто- і червеподібних предків комах, а задній є ганглієм колишнього першого тулубного сегмента, що увійшов до складу голови.
Нижче стравоходу розташований підглотковий ганглій. Двома нервовими волокнами, що йдуть кільцем навколо глотки, він з'єднаний із головним мозоком. Цей потужний ганглій — результат злиття нервових вузлів, що забезпечували рухи мандибул, максил та нижньої губи. Цей складний ганглій інервує ротовий апарат і двома волокнами з'єднаний із першим ганглієм черевного нервового ланцюжка у грудях.
Черевний нервовий ланцюжок складається з рядка гангліїв, в якому кожен з'єднаний із попередній і наступним двома короткими нервовими волокнами. Загалом, конструкція, дійсно, нагадує ланцюжок. Вузли грудей регулюють рухи крил і ніг, черевні вузли — дії черевних м'язів, статевих органів та інших придатків черевця. У комах різних таксонів ця схема (один ганглій у кожному сегменті) має безліч варіантів. Наприклад, жуки бронзівки мають два головних, два грудних ганглії і жодного черевного. У клопа водомірки Hydrometra — лише два ганглії: один у голові, другий у грудях. Блохи роду Pulex мають два головних, три грудних та вісім черевних вузлів.
До периферичної нервової системи звичайно включають симпатичну і вегетативну нервову систему. Симпатична нервова система розташована у передній частині тіла, над передньою кишкою або по боках від неї. Центральним у ній є фронтальний ганглій. Він розташований попереду головного мозку, з'єднаний із тритоцеребрумом і комплексом друбних вузлів та нервів, які забезпечують риоботу передньої кишки, аорти, слинних залоз і, ймовірно, ротового апарату. Вегетативна нервова система інервує трахеї, дихальця, задню кишку, статеві органи.
Про органи чуття див. Морфологія комах

## Статева система
Комахи — роздільностатеві істоти, гермафродитизм і гінандроморфізм зустрічається серед них лише як виняток. Їх статева система розташована у черевці. Загальна схема її будови аналогічна у обох статей. Вона складається з парних статевих залоз і системи протоків для їх виведення. Досить часто система, крім внутрішніх, має на восьмому-дев'ятому сегментах ще й зовнішні статеві органи — геніталії. Діяльність системи регулюється залозами внутрішньої секреції (див. нижче).
Чоловіча статева система комах складається з сім'яників. Кожен з них являє собою сукупність трубочок із спільним протоком (сім'япровідом), який відкривається у сім'яний пухірець. З'єднані з ним дрібні залози допомагають спематозоїдам дозріти. Протоки від обох сім'яних пухірців зливаються у сім'явипорскувальний канал всередині пеніса (едеагуса) із отвором на вершині. За допомогою пеніса сперма впорскується у статеві шляхи самиці при паруванні. Система також має придаткові статеві залози, секрети яких виводяться по тих самих протоках. У деяких комах (прямокрилі) ці залози забезпечують утворення сперматофору.
Жіноча статева система має яєчники. У складі їх можуть бути сотні трубочок (оваріол). У них формуються фолікули — яйцеклітини, оточені допоміжними клітинами. Оваріоли відкриваються у пару яйцеводів, які зливаються, і цей спільний яйцевод відкривається у піхву (вагіну). У спільний яйцевод відкривається також проток невеличкого мішечка — сім'яприймача (сперматеки), а у вагіну — протоки двох придаткових залоз. Запліднення відбувається, коли яйця проходять по непарному яйцепровіду. Сперматозоїди потрапляють у нього з спематеки. Вагіна у багатьох комах з'єднана із яйцекладом. Секрет придаткових залоз склеює яйця у кладку, приклеює їх до субстрату (напівтвердокрилі, метелики), наділяє їх захисними оболонками (богомоли, таргани, прямокрилі).
Будова і функціонування статевої системи у комах різних таксонів надзвичайно різноманітна. Приміром, у деяких комах (мухи) розвиток запліднених яєць починається ще у вагіні, і самиця згодом відкладає не яйця, а досить сформованих личинок. У таких випадках вагіна є, власне маткою.
Ефективність розмноження забезпечує чітка взаємна відповідність статевих органів самиці й самця. Тому ці органи мають мінімальну індивідуальну мінливість. Завдячуючи цьому по їх ознаках можна розпізнавати види, які іншим чином розпізнати не вдається. Описи нових видів та інших таксонів, їх систематизація, встановлення споріднених зв'язків між ними часто базується на дослідженні їх статевих органів.

## Ендокринна система
Ендокринна система комах виділяє свої секрети — гормони, які по нервових волокнах (аксонах) та гемолімфі транспортуються по тілу і контролюють ріст, розмноження, обмін речовин, поведінку тварин. Систему утворюють групи нервових клітин і спеціальні залози.
У складі всіх гангліїв центральної нервової системи є так звані нейросекреторні клітини (НСК) — джерело нейрогормонів. Особливо багато їх утворює протоцеребрум. Один з них — активаційний (мозковий) гормон. Той активує виділення гормонів іншими залозами і гангліями. Зокрема проторакальний гормон впливає на проторакальні залози, стимулюючи вироблення стероїдногогормону линяння екдизону, а також впливаючи на строки розвитку і розміри тіла. НСК підглоткового ганглія виробляють гормон ембріональної діапаузи. Продукт НСК черевного нервового ланцюжку — гормон бурсикон, який спричиняє затвердіння покривів тіла під час линяння. Ганглії першого сегмента черевця є джерелом діуретичного гормону, котрий стимулює виділення сечі.
Спеціалізовані залози внутрішньої секреції комах — це прилеглі тіла, кардіальні тіла, жовте тіло, перикардіальні, вентральні (черевні) і проторакальні залози.

CL — жовте тіло (corpora allata) біля яєчника (S14) плодової мушки Drosophila (мікрофотографія)

Прилеглі і кардіальні тіла — дві пари невеличких залоз, розташованих позаду головного мозку і з'єднанні з ним і потиличним ганглієм. Гормони кардіальних тіл регулюють вуглеводний та жировий обмін, вони ж є накопичувачем та джерелом нейрогормонів. Прилеглі тіла є також місцем утворення гонадотропного гормону — стимулятора дозрівання яєць і ювенільного гормону. Останній стає сигналом для початку і нормального перебігу линяння личинок, гальмуючи утворення ознак імаго. Цей же гормон стимулює у імаго-самиць розвиток яєчників. Проторакальні залози розташовані у нижній частині передньогрудей. Продукцією цих залоз є згаданий вище екдизон
Жовте тіло — це парна структура при основі яєчників. У ній утворюється гормон екдизон. Таким чином вони керують роботою генів, які впливають на дозрівання молодих фолікулів і, таким чином, розподіляють навантаження на яйцеві трубочки (оваріоли). Дослідники вбачають схожість у процесах функціонування жовтого тіла комах і жовтого тіла ссавців і мають надію, що комахи стануть зручною моделлю для дослідження фізіології людини.

## Мускулатура

Крилові м'язи прямої дії верхніми кінцями прикріплюються безпосередньо до основи крил. Скорочення і розслаблення цих м'язів піднімає та опускає крила: a — крила; b, c — спинно-черевні м'язи; d — місця прикріплення м'язів до крил

Крилові м'язи непрямої дії верхніми кінцями прикріплюються не до крил, а до тергіту над ними. Скорочення і розслаблення цих м'язів піднімає та опускає тергіт, а вже це викликає рух крил: a — крило; b — місця причленування крил до сегментного кільця; c — спинно-черевна мускулатура; d — поздовжні м'язи

Основні функції м'язів комах — здійснювати рухи тіла та його частин (локомоція), допомагати у наданні йому тонусу і підтриманні його форми. Мускулатура у комах не утворює суцільного шару, а розташована у певних ділянках тіла, у складі певних органів. М'язи комах за типом є поперечносмугастими, хоча вказувалося, що у внутрішніх органах (серце, кишечник, статева система) є гладенькі м'язи.
Мускулатуру комах складають м'язи прямої і непрямої дії. Перші прикріплюються безпосередньо до органа, рух якого вони забезпечують (зокрема, так побудований лІтальний апарат бабок). Другі прикріплюються до гнучких частин зовнішнього скелета, який стає посередником у передаванні рухів від м'яза до органа.
За місцем розташування м'язи звичайно поділяють на три групи: вісцеральні, сегментарні та м'язи кінцівок.
Вісцеральні — це м'язи, що «обслуговують» внутрішні органи. Пучки їх м'язових волокон можуть бути кільцевими, поздовжніми, косими. Суцільним шаром м'язи оточують травний тракт та статеві протоки, забезпечуючи їх перистальтику. М'язи цієї ж групи відкривають і закривають дихальні отвори трахейної системи (див. нижче), забезпечують рух гемолімфи у серці і судинах, беруть участь у роботі ротового апарату.
Сегментні м'язи утворюють пучки, які з'єднують членики тіла і допомагають підтримувати його форму. У черевці поздовжніми пучками притягнуті один до одного тергіти і так само — стерніти. Спинно-черевні м'язи зв'язані тергіт і стерніт кожного членика. Груди майже цілком заповнені масою великих та потужних м'язів, які забезпечують, головним чином, роботу крил та ніг.
М'язи кінцівок знаходяться всередині кожної ноги. Завдяки ним здійснюються рухи кожного відділу ніг і кінцівки в цілому. Видозмінені в ході еволюції кінцівки (мандибули, максили та інші) не мають у собі власних м'язів і їх рухи визначають вісцеральна та сегментарна мускулатура.
У форм із слабо розвиненим зовнішнім скелетом (личинки) мускулатура забезпечує певний тиск гемолімфи, який надає м'якому тілу певну форму. Невипадково особливо велику кількість м'язів мають гусениці. Наприклад, тіло гусениці пахучої червиці (довжина лише 5–6 см) нараховує 1646 черевних м'язів.

## Жирове тіло
Жирове тіло — спеціалізована внутрішня тканина, що не має певної локалізації. Вона складається з лопатей і дольок, що зовні оповивають внутрішні органи і стінку тіла зсередини. Воно часом займає чималий об'єм (особливо в тілі личинок старшого віку) і лежить пухко, але інколи її клітини утворюють досить щільну структуру. У деяких жуків-сонечок воно заходить навіть у надкрила. Клітини його білі або кремові, інколи жовті, оранжеві або зеленуваті. Якщо покриви комахи прозорі (личинки), жирове тіло надає йому певного забарвлення.

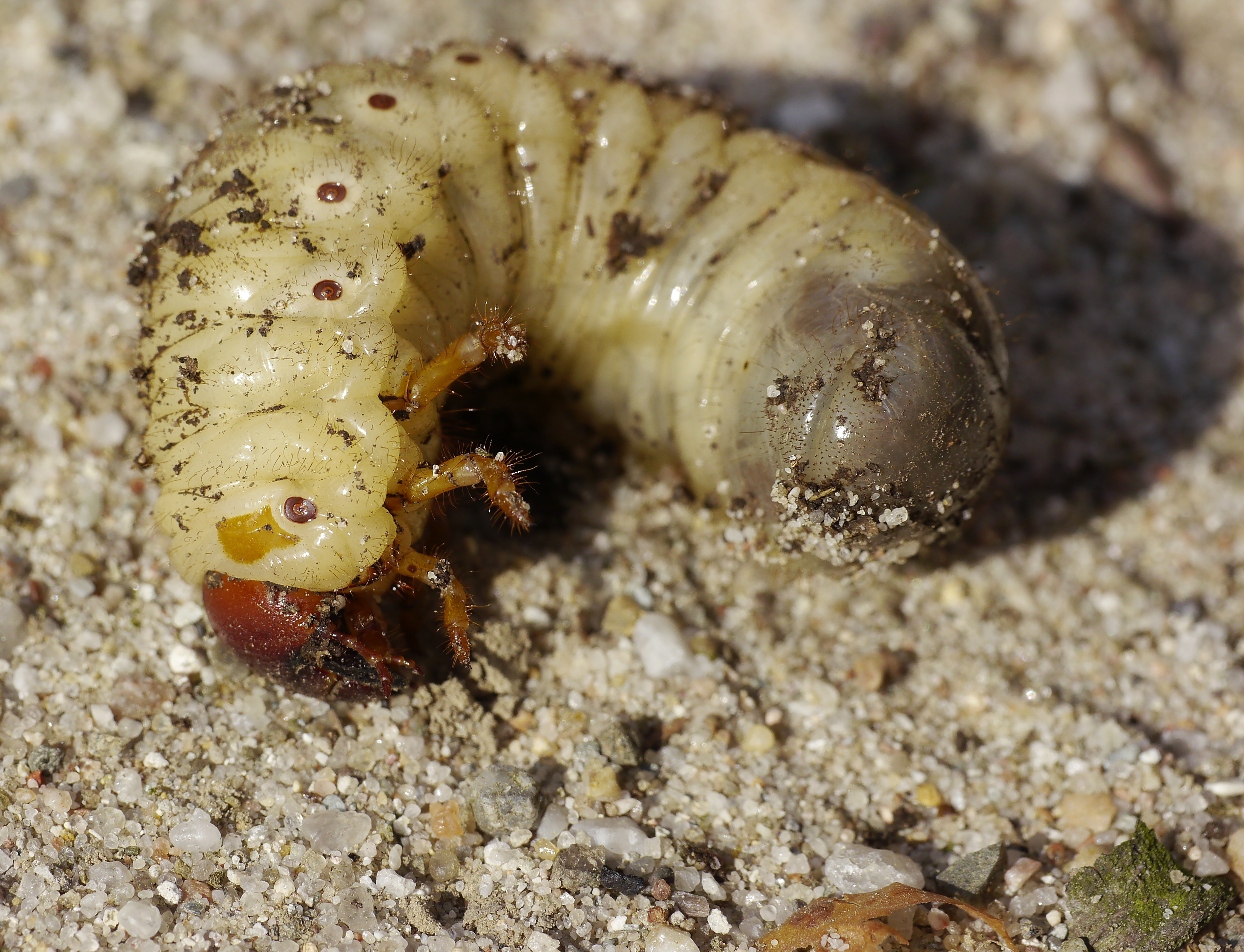
Жовтуватий колір личинки жука-носорога обумовлений суцільним шаром жирового тіла, що лежить попід прозорими покривами

У клітинах жирового тіла відкладаються запаси енергомістких поживних речовин — жирів та глікогену. У жировому тілі йде синтез більшості білків гемолімфи та інших важливих речовин
Це особливо важливе під час зимування, відкладання яєць або коли накопичені личинкою речовини мають перейти до імаго. Високий вміст жиру підвищує стійкість організму до низьких температур. Крім того, у комах із тонкими покривами, воно від час руху пом'якшує зсування внутрішніх органів і їх тертя по покривних тканинах.
Жирове тіло бере участь у різноманітних процесах обміну речовин. Зокрема, воно відіграє роль своєрідного органу виділення. У ньому накопичуються токсичні для організму кінцеві продукти біохімічних реакцій. Вони виявляються ізольованими від загального обміну, але не виводяться з тіла до кінця життя (у личинок і лялечок — до линяння). Такі структури інколи називають «нирками накопичення».
У комах, що здатні випромінювати світло (світлякові та інші), воно утворюється на особливих ділянках саме жирового тіла.